# Стахів Остап Васильович
Стахів Остап Васильович (нар. 1 січня 1985, Ходорів) — український скандально відомий політик, активіст та антивакцинатор. Критикується численними оглядачами через поширення проросійських наративів.

## Життєпис
Народився 1 січня 1985 року та виріс у Ходорові Львівської області. Племінник відомого українського бандуриста Остапа Миколайовича Стахіва. Закінчив економічний факультет Львівського національного аграрного університету за спеціальністю «менеджмент організації».

## Діяльність
У 2005 році Стахів очолив Жидачівську районну організацію партії Всеукраїнське об'єднання «Свобода». У 2007 році балотувався до Верховної Ради України за списком партії. У 2008 році списками цієї партії, він балотувався до Верховної Ради, та його зняли з реєстрації через невказане місце праці.
Остап Стахів покинув партію «Свобода» і очолив Львівський міський осередок «Української партії». Восени 2010 року під час місцевих виборів у львівському осередку «Української партії» виник розкол і частина членів партії звинуватили Остапа Стахіва у продажі місць в партійному списку. У жовтні центральна рада партії ухвалила рішення відкликати усіх кандидатів львівського осередку та виключити з партії Остапа Стахіва. Офіційно Стахіва виключили з партії за «шахрайські, авантюристичні дії та привласнення коштів організації та продаж місць в партійному списку».
У 2013 році Стахів йшов кандидатом в депутати у Львівську обласну раду від Городоцького району у складі «Української республіканської партії». У 2014 році безуспішно балотувався як самовисуванець до Верховної Ради України VIII скликання по 117 округу Львова. У 2015 році безуспішно балотувався у мери міста Винники та до Винниківської міської ради від «Української республіканської партії». Тоді Стахів робив чимало скандальних заяв, повторював тези російської пропаганди про зовнішнє управління Україною, у тому числі що Петро Порошенко та уряд — васали Брюсселю та США. Гостро висловлювався проти мусульман та мігрантів.
У 2016 році Стахів та його «Ідея нації» влаштували наметове містечко під стінами Струтинського спиртзаводу, протестуючи проти контрабанди. 2017 року подав до суду на депутата Львівської міськради Любомира Босаневича, який у закритому чаті назвав Стахіва псевдоактивістом і надав відео, де його кидають у смітник зі звинуваченнями у «проплачених акціях» у 2016 році. Під час судового розгляду Стахів позовну заяву забрав. Упродовж 2017—2018 років Остап Стахів давав лекції студентам-медикам в Івано-Франківську, де різко висловлювався проти мусульман.
Політичний експерт Олексій Роговик розповідає, що кар'єра Стахіва була неоднозначною. У 2019 році Стахів влаштовував акції проти приватизації землі й виступав проти забудови Львова, того ж року знову безуспішно балотувався як самовисуванець до Верховної Ради України IX скликання по 117 округу Львова.
Після виборів восени 2020 року Остап Стахів підтримав Віктора Вікарчука з Хмельницького, який намагався створити фейкову міську раду після програшу на виборах мера.

### Діяльність під час пандемії
Впродовж пандемії Стахів поширював російську пропаганду, а також іншу дезінформацію, у якій дискредитувалися заходи проти пандемії, вжиті владою, і влада загалом. Навесні 2020 року Стахів у своїх відео заявляв, що пандемія є вигадкою, а цифри про захворюваність і смерті від коронавірусу — брехливі. Він маніпулював цифрами щодо смертності від пандемії COVID-19. в Європі й закликав людей не вірити владі. Тоді ж Стахів починав закликати людей не носити маски, а будь-які карантинні обмеження називав намаганнями порушити конституційні права. Також Стахів поширював різні теорії «всесвітньої змови». На своїй Facebook-сторінці Стахів проводив прямі трансляції в яких спростував офіційну інформацію про коронавірус. Також він організовував пікети та влаштовував провокації у ковід-відділеннях лікарень.
9 травня Стахів увійшов до приміщення Чернівецької обласної клінічної лікарні без засобів індивідуального захисту та намагався потрапити до інфекційного відділення. Stopfake (1 та 14 травня) та VoxUkraine (у травні та червні) звинуватили Стахіва у поширенні фейків та маніпуляцій про коронавірус. Діяльність Стахіва активно висвітлювалася російськими та проросійськими українськими медіа. Влітку 2020 року Стахів заснував партію «Ідея Нації». Соратниця Остапа Стахіва Олена Фаіст з Черкас відверто заявляла, що отримує гроші для проведення антивакцинаторських акцій з Росії.
У 2021 році Стахів продовжував проводити провокації у лікарнях та антивакцинаторські протести в Києві. Навесні та влітку 2021 року Остап Стахів і Кирило Стремоусов (нині ліквідований колаборант, а тоді соратник Стахіва по антивакцинаторському руху) вчиняли провокації в різних лікарнях.
Був занесений у базу центру «Миротворець» за підозрою в участі та організації заходів дестабілізуючих суспільство в Україні, заходів що несуть загрозу для життя людей, та російському фінансуванні.

### Підозра у спробі повалити конституційний лад в Україні
6 листопада 2021 року СБУ повідомила Остапу Стахіву підозру у спробі повалити конституційний лад в Україні. Слідство встановило наявність доказів, що антивакцинаторський рух в Україні влаштували спецслужби Росії. СБУ оприлюднила фрагменти переписки Стахіва та його прибічників у Viber про плани вчиняти теракти та захопити владу в країні.
1 грудня Стахіва звільнили зі слідчого ізолятора, за нього внесли заставу розміром мільйон гривень.

### Діяльність під час повномасштабного російського вторгнення
У 2022 році у своїх відео Стахів розповідав, що ТЦК «викрадає і катує людей». Він зазначав, що ТЦК не зареєстровані офіційно і нібито про це є відповідне рішення Верховного суду, через декілька закритих груп у Viber та Telegram поширював подібні наративи.
2023 року Стахів створив нове ГО — «Об'єднання правозахисників України». Він видавав членам організації «міжнародні посвідчення правозахисників», які не мають юридичної сили. За словами блогера, посвідчення «захищають» членів ГО від поліції, ТЦК та інших органів. У 2023 році Стахів разом з Олегом Геричем почав організовувати платні псевдожурналістські курси. Після закінчення так званого навчання учасники отримували журналістські посвідчення, щоб погрожувати поліції та працівникам ТЦК.
У 2024 році команда Стахіва їздила селами, «визволяючи людей з полону ТЦК». Наприкінці весни 2024 року Стахів припинив співпрацю з Олегом Геричем й почав організовувати курси з проросійським блогером Жаном Новосельцевим. У матеріалі, опублікованому Bihus.Info у березні 2024 року, йдеться, що Стахів продовжує видавати себе за громадського активіста, розповідає, що нинішня повномасштабна війна точиться через те, що українців та росіян «стравили», зневажливо висловлюється про українських військових тощо. У травні Стахів намагався поновити реєстрацію своїх псевдомедіа «Галицькі вісті», «Ідея і чин» від ГО «Народне телебачення» та «Правозахисники», від яких він і продавав посвідчення, але Нацрада відмовилася перереєструвати фейкові ЗМІ. Відтак посвідчення, які продавав Стахів, стали недійсними. Після цього він зареєстрував «Львівську професійну спілку журналістів» і почав продавати посвідчення від її імені.

## Розслідування діяльності
25 вересня 2024 року Нацполіція спільно з СБУ провели обшуки у Стахіва, звинувачуючи його у роздачі фіктивних посвідченнь журналіста. СБУ також проводила обшуки у низки соратників Стахіва. Йому інкримінують поширення інформації про розташування Збройних сил України та шахрайство (ч. 2 ст. 114-2, ч. 1, 2 ст. 190 КК України). СБУ повідомила Стахіву про підозру.
2 жовтня 2024 року Галицький суд Львова обрав Стахіву запобіжний захід у вигляді тримання під вартою на 60 діб без застави, до 30 листопада включно. 28 листопада Галицький суд Львова продовжив арешт із дозволом внести заставу. 3 грудня за Стахіва було внесено 908 тис. грн застави, після чого він вийшов із СІЗО. 20 грудня суд йому продовжив йому запобіжний захід до 18 лютого 2025 року.